# .aeDA

Logo của công ty

.ae Domain Management (aeDA) là cơ quan quản lý và nhà điều hành đăng ký cho tên miền.ae, là tên miền cấp cao nhất theo mã quốc gia dành cho Các Tiểu vương quốc Ả Rập Thống nhất. .aeDA được thành lập vào năm 2007 như là một bộ phận của TDRA.
.aeDA chịu trách nhiệm thiết lập và thực thi tất cả các chính sách liên quan đến hoạt động của tên miền.ae cũng như giám sát hoạt động của Hệ thống đăng ký.
Năm 2006, AusRegistry International đã được Cơ quan Quản lý Viễn thông, UAE thuê để cung cấp các dịch vụ tư vấn để hỗ trợ việc xem xét cơ cấu tổ chức, quản trị và quản lý tên miền .ae. Vào tháng 8 năm 2008, aeDA đã khởi chạy lại Cơ quan đăng ký tên miền .ae bằng phần mềm được cấp phép từ AusRegistry International.